# Departamentos ejecutivos federales de Estados Unidos
Los departamentos ejecutivos federales de los Estados Unidos (del inglés: United States Federal Executive Departments) son los principales órganos administrativos del poder ejecutivo del Gobierno federal de los Estados Unidos, análogos a los ministerios comunes en sistemas parlamentaristas o semiparlamentaristas, siendo el de Estados Unidos un régimen presidencialista dirigido por un jefe de Gobierno que también es el jefe de Estado. Los departamentos ejecutivos son los brazos administrativos del presidente de Estados Unidos. Actualmente hay 15 departamentos ejecutivos.
Cada departamento está encabezado por un secretario de su respectivo departamento, con excepción del Departamento de Justicia, cuyo jefe es conocido como Fiscal General. Los jefes de los departamentos ejecutivos son designados por el presidente y asumen el cargo después de la confirmación por parte del Senado, y están al servicio del Presidente. Los jefes de los departamentos son miembros del Gabinete, órgano ejecutivo que normalmente actúa como órgano asesor del Presidente. En la Cláusula de Opinión (Artículo II, sección 2, cláusula 1) de la Constitución de Estados Unidos, los jefes de los departamentos ejecutivos son denominados como «Funcionarios principales de cada uno de los Departamentos ejecutivos».
Los jefes de los departamentos ejecutivos están incluidos en la línea de sucesión del Presidente, en caso de vacancia en la presidencia, después del Vicepresidente, el presidente de la Cámara y el Presidente pro tempore del Senado.

## Departamentos actuales
| Sello | Departamento                 | Creación                 | Empleados                                                          | Presupuesto Anual           | Secretario | Secretario                                                    | Secretario |
| Sello | Departamento                 | Creación                 | Empleados                                                          | Presupuesto Anual           | Retrato    | Nombre y cargo                                                |            |
| ----- | ---------------------------- | ------------------------ | ------------------------------------------------------------------ | --------------------------- | ---------- | ------------------------------------------------------------- | ---------- |
|       | Estado                       | 27 de julio de 1789      | 69.000 13.000 Servicio Exterior 11.000 Servicio Civil 45,000 local | $52,505 mil millones (2020) |            | Marco Rubio Secretario de Estado                              |            |
|       | Tesoro                       | 2 de septiembre de 1789  | 86.049 (2014)                                                      | $16,55 mil millones (2021)  |            | Scott Bessent Secretario del Tesoro                           |            |
|       | Defensa                      | 18 de septiembre de 1947 | 2,86 millones                                                      | $716 mil millones (2021)    |            | Pete Hegseth Secretario de Defensa                            |            |
|       | Justicia                     | 1 de julio de 1870       | 113.543 (2012)                                                     | $33,2 mil millones (2021)   |            | Pam Bondi Fiscal General                                      |            |
|       | Interior                     | 3 de marzo de 1849       | 7.003 (2012)                                                       | $21,55 mil millones (2021)  |            | Doug Burgum Secretario del Interior                           |            |
|       | Agricultura                  | 15 de mayo de 1862       | 105,778 (June 2007)                                                | $151 mil millones (2021)    |            | Brooke Rollins Secretaria de Agricultura                      |            |
|       | Comercio                     | 14 de febrero de 1903    | 43,880 (2011)                                                      | $7,89 mil millones (2021)   |            | Howard Lutnick Secretario de Comercio                         |            |
|       | Trabajo                      | 4 de marzo de 1913       | 17,450 (2014)                                                      | $41,7 mil millones (2021)   |            | Lori Chavez-DeRemer Secretaria de Trabajo                     |            |
|       | Salud y Servicios Humanos    | 11 de abril de 1953      | 79,540 (2015)                                                      | $1,394 billones (2021)      |            | Robert F. Kennedy Jr. Secretario de Salud y Servicios Humanos |            |
|       | Vivienda y Desarrollo Urbano | 9 de septiembre de 1965  | 8,416 (2014)                                                       | $47,9 mil millones (2021)   |            | Scott Turner Secretario de Vivienda y Desarrollo Urbano       |            |
|       | Transporte                   | 1 de abril de 1967       | 58,622                                                             | $89 mil millones (2021)     |            | Sean Duffy Secretario de Transporte                           |            |
|       | Energía                      | 4 de agosto de 1977      | 12,944 (2014)                                                      | $35,36 mil millones (2021)  |            | Chris Wright Secretario de Energía                            |            |
|       | Educación                    | 17 de octubre de 1979    | 3,912 (2018)                                                       | $72,3 mil millones (2021)   |            | Linda McMahon Secretaria de Educación                         |            |
|       | Asuntos de los Veteranos     | 15 de marzo de 1989      | 377,805 (2016)                                                     | $243,3 mil millones (2021)  |            | Doug Collins Secretario de Asuntos de los Veteranos           |            |
|       | Seguridad Nacional           | 25 de noviembre de 2002  | 229,000 (2017)                                                     | $75,88 mil millones (2021)  |            | Kristi Noem Secretaria de Seguridad Nacional                  |            |